# Conradia
Conradia – polska korporacja akademicka założona w 1926 w Wilnie z inicjatywy Feliksa Konecznego, profesora Uniwersytetu Stefana Batorego. Należała do Zjednoczenia Polskich Akademickich Korporacji Chrześcijańskich. Na początku lat 30. XX wieku jej działalność zamarła, reaktywowana została w 1937 roku dzięki staraniom jezuity o. Kazimierza Kucharskiego. Dewiza korporacji brzmiała: "Gustavus obiit - natus est Conradus" ("Gustaw umarł - narodził się Konrad"), a jej barwy - czerwona, biała i żółta symbolizowały wierność Bogu, Kościołowi i Ojczyźnie. Po 1939 nie mogła już (podobnie jak pozostałe korporacje) normalnie funkcjonować. Po 1989, kiedy działalność korporacji akademickich była już możliwa, nie została reaktywowana.